# Analytická epidemiologie
Analytická epidemiologie (anglicky analytical epidemiology) hledá kauzalitu nemoci (proč vznikla) a její asociaci s následkem (jak vznikla). 

## Podstata analytické epidemiologie
Mnoho rizikových faktorů (RF) považují epidemiologové za příčinu nemoci. Hodnotu RF (asociaci mezi příčinou a následkem) udává číslo. Určuje, kolik krát skupina s rizikem onemocní častěji než skupina bez rizika. 
Deskriptivní epidemiologie popisuje kdo, kdy a kde onemocněl. Zkoumá absolutní riziko.
Analytická epidemiologie ověřuje hypotézu, proč a jak nemoc vznikla. Zkoumá relativní riziko.
Odpověď na „proč“ odhalí RF a vyčíslí jejich hodnotu.
Odpověď na „ jak“ minimalizuje epidemiologická rizika (opatření, která sníží hodnotu RF na minimum).

## Analytické studie
Jsou epidemiologické studie o kauzalitě nemoci. Testují hypotézu, definují rizikové faktory (RF), vztah mezi nimi (efek modifikace), kvantifikují asociaci (počítají hodnotu RF), hledají cestu jak minimalizovat epidemiologická rizika (jak zabránit vzniku onemocnění).
Analytické studie mohou být jak observační tak i experimentální.
Výstupem je hodnota RF (např. u kohortových studií)  respektive šance onemocnění (např. u studií případů).

## Analytický výzkum
Bere za základ popsané události (v deskriptivní epidemiologii) a fakta, následně je zkoumá, analyzuje, aby vytvořila závěry o vzniku, šíření a RF nemoci. Zbývá se relativními riziky vzniku nemoci.

## Zakladatel analytické epidemiologie
Za zakladatele analytické epidemiologie lze považovat Johna Snowa. Jeho metodika sbírání dat, analýza a závěry, které provedl v roce 1854 při choleře v Londýně, jsou vzorem dodnes.